# Bispo
Pedro Bispo, noto semplicemente come Bispo (Algueirão-Mem Martins, 12 aprile 1992), è un rapper portoghese.

## Biografia
Nato a Algueirão-Mem Martins, freguesia della municipalità di Sintra, ha iniziato a scrivere le sue prime canzoni a 11 anni, risvegliando così la sua passione per la musica. Ha successivamente iniziato a pubblicare le sue canzoni attraverso i social media, riuscendo a conquistare la notorietà nazionale.
Nel 2014 ha pubblicato il suo EP di debutto Bispoterapia, che è stato promosso attraverso una tournée nelle principali città del Portogallo. Dopo la tournée hanno fatto da seguito la pubblicazione del secondo EP Fora d'horas e all'album di debutto Desde a origem.
Nel 2020 ha pubblicato il secondo album in studio Mais antigo, che vede la partecipazione di artisti del calibro di Holly, Lazuli, D'ay, FrankieOnTheGuitar, Benji Price, Deezy e Ivandro. Nell'estate dello stesso anno ha iniziato a prendere parte ai principali festival musicali lusitani, tra cui il celebre MEO Sudoeste di Odemira.
Nel 2023 ha ricevuto l'MTV Europe Music Award al miglior artista portoghese agli MTV Europe Music Awards 2023. L'anno successivo è stato selezionato per gareggiare al Festival da Canção, il programma di selezione del rappresentante portoghese all'Eurovision Song Contest, dove ha presentato l'inedito Casa portuguesa, ove è stato eliminato durante le semifinali.

## Discografia

### Album in studio
- 2015 – Desde a origem
- 2020 – Mais antigo
- 2025 – Entre nós

### EP
- 2014 – Bispoterapia
- 2017 – Fora d'horas
- 2021 – Mudanças

### Singoli
- 2018 – Nós2 (con Deezy)
- 2018 – Dinâmico
- 2019 – Sonho parvo
- 2019 – Essa saia (con Ivandro)
- 2020 – Turbulência
- 2020 – Lembrei-me
- 2020 – S2
- 2020 – Sem limite
- 2020 – Aviola II (Acústico)
- 2021 – Pedro
- 2021 – Influencer (con D'ay)
- 2021 – Certezas (con D'ay)
- 2021 – Oxigénio (con D'ay feat. Lon3r Johny)
- 2023 – Pontos finais
- 2023 – Planeta (con Bárbara Tinoco)
- 2023 – Placas (con Ivandro)
- 2024 – Casa portuguesa

Come featuring
- 2020 – Com licença (Deejay Telio feat. Bispo)
- 2020 – Tempo (FrankieOnTheGuitar feat. Tóy Tóy T-Rex, Lon3r Johny e Bispo)
- 2021 – Monarquia (Diogo Piçarra feat. Bispo)
- 2023 – Barco (Ivandro feat. Bispo)
- 2023 – Brutos Diamantes (Syro feat. Bispo)
- 2024 – Bênção (Mizzy Miles feat. Van Zee e Bispo)

## Riconoscimenti
- MTV Europe Music Awards
  - 2018 – Candidatura al Miglior artista portoghese
  - 2023 – Miglior artista portoghese[6]